# Estación de Trübbach
La estación de Trübbach es la principal estación ferroviaria de la localidad suiza de Trübbach, perteneciente a la comuna suiza de Wartau, en el Cantón de San Galo.

## Historia y ubicación
La estación de Trübbach fue inaugurada en 1858 con la apertura del tramo Rheineck - Sargans de la línea férrea Rorschach - Sargans por parte del Vereinigte Schweizerbahnen (VSB). La compañía pasaría a ser absorbida por los SBB-CFF-FFS.
La estación se encuentra ubicada en el sur de la localidad de Trübbach, situada en el sur de la comuna de Wartau. Cuenta con dos andenes laterales a los que acceden dos vías pasantes.
En términos ferroviarios, la estación se sitúa en la línea Rorschach - Sargans. Sus dependencias ferroviarias colaterales son la estación de Weite hacia Rorschach y la estación de Sargans, extremo de la línea.

## Servicios ferroviarios
Los servicios ferroviarios de esta estación están prestados por SBB-CFF-FFS:

### Regionales
- R Buchs - Sargans. Trenes cada hora en ambos sentidos.